# Cruel Summer (песня Тейлор Свифт)
«Cruel Summer» (с англ. — «Жестокое лето») — песня американской певицы Тейлор Свифт из её седьмого студийного альбома Lover. Песня была выпущена 23 августа 2019 года вместе с альбомом. Песню написали сама Тейлор, Джек Антонофф (они же оба были продюсерами), а также Энн «Э́нни» Кларк. В этой песне Тейлор описывает чувствительный и болезненный опыт своего летнего романа.
Песня «Cruel Summer» была высоко оценена критиками, которые назвали её запоминающейся и неземной, и особенно высоко оценили хук и бридж. Некоторые критики назвали её изюминкой альбома и одной из лучших песен Свифт. После выхода «Cruel Summer» достигла 29-го места в американском хит-параде Billboard Hot 100 и вошла в топ-30 в чартах синглов Австралии, Великобритании, Канады, Малайзии, Новой Зеландии и Сингапура. Она была включена в списки лучших песен 2019 года, составленные журналами Billboard и Rolling Stone.
Песня «Cruel Summer» со временем стала любимой у поклонников, а некоторые журналисты задавались вопросом, почему она так и не была выпущена синглом. Свифт объяснила, что вспышка пандемии COVID-19 в начале 2020 года нарушила её планы на год. В 2023 году она отправилась в свой шестой концертный тур Eras Tour, в котором эта песня вошла в сет-лист в качестве второго трека. «Cruel Summer» стала пользоваться вирусной популярностью и вновь появилась в различных чартах. В результате Republic Records выпустила песню на американское радио contemporary hit radio 13 июня 2023 года и она стала пятым синглом из альбома Lover. После этого песня «Cruel Summer» стала 10-м, 12-м и 8-м чарттоппером Свифт в чартах Hot 100 (с 28 октября 2023 года), Pop Airplay и Radio Songs соответственно, причём последние два из них являются рекордными за все время. В других странах песня возглавила чарты в Канаде, Филиппинах, Сингапуре, а также вошла в первую десятку в Австралии, Индонезии, Ирландии, Японии, Малайзии, Новой Зеландии и Великобритании. В рейтинге Billboard Global 200 песня «Cruel Summer» стала третьим синглом номер один.
Благодаря этому успеху Свифт стала третьим в истории исполнителем, получившим как минимум 10 песен № 1 в Hot 100 и 10 альбомов № 1 в Billboard 200, после Битлз и Дрейка.

## История

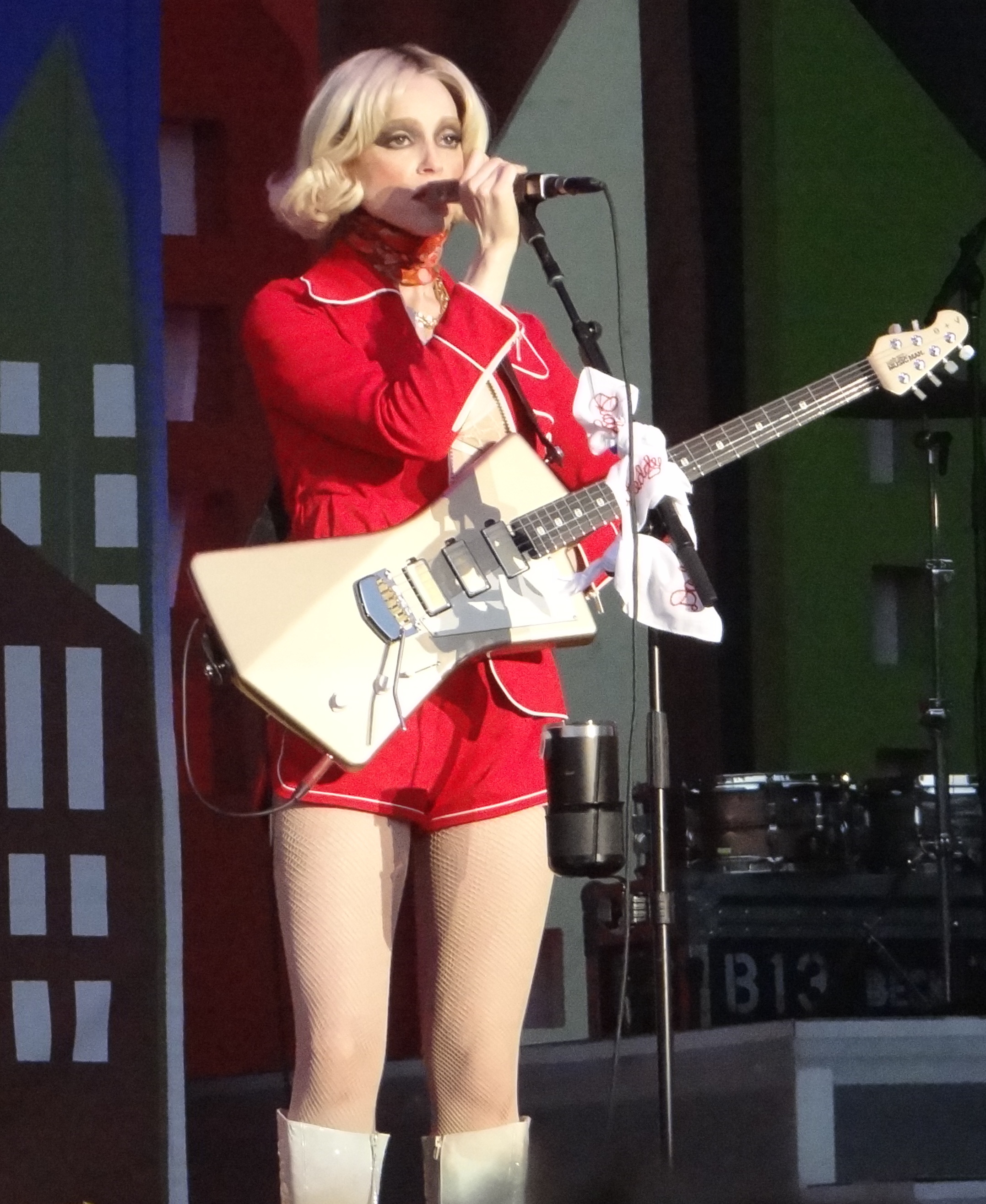
St. Vincent, соавтор «Cruel Summer».

Название песни стало пасхальным яйцом в клипе на песню «You Need to Calm Down», второго сингла из седьмого студийного альбома Тейлор Свифт Lover (2019). Названная Свифт песней о «летнем романе», «Cruel Summer» описывает неопределённые романтические отношения с элементами боли и отчаяния. Она изображает проблемы, с которыми сталкиваются поп-звезды, находясь в центре общественного внимания. Ранимость содержания песни сравнивается с песней «Delicate», пятым треком из альбома Свифт 2017 года Reputation.
Лирически песня рассказывает о «муках и восторгах тревожного летнего романа».
Херан Мамо из Billboard считает, что в тексте песни Свифт «борется с сильными чувствами», где она рисует «картину эмоциональной ночи вне дома». Джастин Стайлс из The Ringer написал, что песня рассказывает «более человечную версию» «злополучного периода Свифт три года назад», добавив, что Свифт поёт о «влюблённости в нынешнего бойфренда Джо Элвина, в то время как её публичная жизнь была в смятении».

## Композиция
«Cruel Summer» описывают как мечтательную, меланхоличную синти-поп, индастриал-поп и электропоп песню с «шумным переходом», движимым пульсирующим «синтезаторным водоворотом», роботизированными голосовыми эффектами, искажённым вокалом и хуком, состоящим из длинного, высокого, колеблющегося звука «ооооо». Песня имеет быстрый темп 170 ударов в минуту с размером 4
4. Она исполняется в тональности ля мажор и следует последовательности аккордов A-C♯m-F♯m-D. «Cruel Summer» была написана Свифт, Джеком Антоноффом и Энни Кларк (Сент-Винсент), продакшн от Свифт и Антонофф. St. Vincent также играет на гитаре. 
Лирически песня рассказывает о «муках и экстазе тревожного летнего романа».
По мнению Дэвида Пенна из Billboard, вокал, инструментарий и текст песни «работают в тандеме, создавая единое выражение, сочетание, известное как просодия».

## Релиз
«Cruel Summer» — второй трек альбома Lover, который был выпущен 23 августа 2019 года на лейбле Republic Records. Со временем песня стала любимой у поклонников. Свифт выпустила свой следующий студийный альбом Folklore в июле 2020 года, во время пандемии COVID-19. Различные критики и поклонники с тех пор ставили под сомнение решение Свифт не выпускать песню «Cruel Summer» в качестве сингла с Lover, считая её «идеальным» выбором сингла.
В марте 2023 года Свифт отправилась в Eras Tour, свой шестой хедлайнерский концертный тур, посвящённый всем её музыкальным «эпохам», открывая шоу сетом Lover. В сет-листе второй песней была исполнена «Cruel Summer». После выступления она пережила коммерческое возрождение и получила вирусное распространение на TikTok. 15 июня СМИ сообщили, что песня «Cruel Summer» запланирована к выпуску в качестве сингла для американского радио, что станет пятым синглом из альбома Lover. 17 июня на втором шоу тура Eras Tour в Питтсбурге, штат Пенсильвания, Свифт подтвердила эту новость, заявив, что она намеревалась выпустить «Cruel Summer» в качестве сингла в 2020 году во время промо-цикла для Lover, но отказалась от этого плана после вспышки пандемии COVID-19, после чего перешла к выпуску Folklore, изменив своё творческое направление из-за изоляции, которую она испытала во время локдауна, вдохновившего её на создание альбома.
18 октября 2023 года Свифт выпустила концертную версию песни из тура Eras Tour и ремикс LP Giobbi для цифрового скачивания и на стриминговых платформах в рамках компиляции EP The Cruelest Summer.

## Критические отзывы
Песня «Cruel Summer» получила восторженные отзывы музыкальных критиков, особенно за её продакшн, бридж и хук, назвавших её одной из лучших в альбоме:
американский журналист и критик Джон Караманика из газеты The New York Times, Микаэль Вуд из газеты Los Angeles Times («лучшая песня альбома»), Alex Abad-Santos из сетевого издания Vox, The Spinoff, Justin Sayles из The Ringer, Nick Levine из журнала NME («блистательная поп-песня»), Natalia Barr из Consequence of Sound («одной из „самых совершённых“ поп-песен 2019 года»).
Анна Гака, написавшая статью для Pitchfork, назвала песню «бездраматическим восторгом» с «магнетическим розовым сиянием». Издание The Spinoff отметило, что вокал Свифт в «Cruel Summer» «наиболее примечателен современной каденцией в стиле кантри».
Различные критики и поклонники подвергали сомнению решение Свифт, как современное, так и ретроспективное, не выпускать песню «Cruel Summer» в качестве сингла из Lover, считая её «идеальным» выбором сингла. Однако, почти четыре года спустя было объявлено, что в конечном итоге она поступит в качестве пятого альбомного сингла на американское поп-радио 20 июня 2023 года.

### Итоговые списки
В 2019 году американский журналист Роб Шеффилд из журнала Rolling Stone назвал «Cruel Summer» в качестве третьей лучшей песни в её 153-песенной дискографии. Позднее журнал Rolling Stone включил её на 4-е место в своём списке «the 50 best songs of 2019», а журнал Billboard поместил песню на 10-е место в своём списке «the 100 best songs of 2019». В своём списке за 2020 год, в котором представлена 161 песня Свифт, обозревательница журнала NME Ханна Милреа поместила «Cruel Summer» на шестое место, полагая, что эта песня могла бы стать ведущим или лид-синглом для всего альбома Lover. Милреа назвала эту песню выдающимся достижением альбома и объяснила, что в ней рассказывается о чувствах беспокойства и неуверенности, которые терзают новые отношения, до того, как она обнаружила, что на её чувства отвечают взаимностью.
В 2023 году Billboard отметил, что «Cruel Summer» — любимец фанатов и критиков.
В 2024 году журнал Rolling Stone поместил песню на 400-е место в своём обновленном списке 500 величайших песен всех времён.

### Награды и номинации
| Год                | Награда                  | Категория                              | Результат | Ссылка        |
| ------------------ | ------------------------ | -------------------------------------- | --------- | ------------- |
| 2024               | iHeartRadio Music Awards | Song of the Year                       | Номинация | [ 47 ] [ 48 ] |
| 2024               | iHeartRadio Music Awards | Pop Song of the Year                   | Номинация | [ 47 ] [ 48 ] |
| 2024               | iHeartRadio Music Awards | TikTok Bop of the Year                 | Победа    | [ 47 ] [ 48 ] |
| 2024               | BMI Awards               | Most Performed Song of the Year        | Победа    | [ 49 ]        |
| 2024               | Billboard Music Awards   | Top Billboard Global 200 Song          | Номинация | [ 50 ]        |
| 2024               | Billboard Music Awards   | Top Billboard Global (Excl. U.S.) Song | Номинация | [ 50 ]        |
| 2024               | Billboard Music Awards   | Top Radio Song                         | Номинация | [ 50 ]        |
| 2024               | New Music Awards         | Top 40/CHR Song of the Year            | Победа    | [ 51 ]        |
| 2025               |                          |                                        |           |               |
| Music Awards Japan | Song of the Year         | Ожидается                              | [ 52 ]    |               |

## Коммерческий успех
28 октября 2023 года сингл стал для Свифт её 10-м номером один в США (Billboard Hot 100) спустя четыре года после дебюта в 2019 году (4-й по длительности восхождения показатель в истории: 4 года, 1 месяц, 3 недели).

### Дебют
Композиция «Cruel Summer» была выпущена в качестве второго трека в альбоме Lover 23 августа 2019 года на лейбле Republic Records. Первоначально трек вошёл в чарт как альбомный трек в топ-30 в Сингапуре (8), Малайзии (13), Ирландии (20), Новой Зеландии (20), Австралии (23),, Великобритании (27) и Канаде (28). В США песня дебютировала 7 сентября 2019 года в чарте Billboard Hot 100 на 29 строчке, став одним из семи альбомных треков, сразу попавших в лучшую сороковку top 40. и оставалась в чарте в течение двух недель. Со временем песня стала любимой поклонниками, а критики и фанаты подвергли сомнению решение Свифт не выпускать «Cruel Summer» в качестве сингла.

### Возрождение
С марта 2023 года Свифт начала Eras Tour, свой шестой хедлайнерский концертный тур, посвящённый всем её «музыкальным эпохам». Концерты начинаются с номерами из эры альбома Lover, на котором второй песней исполняется «Cruel Summer». И в апреле трек пережил возрождение в стрим-потоках Spotify, набрав 1,6 миллиона просмотров 18 апреля и поднявшись до № 75 в чарте Top Songs Global того же дня. Она также вновь вошла в топ-50 американского Spotify впервые с сентября 2019 года. В сингловых чартах песня снова вошла в Топ-50 в Канаде, достигла 4-го места в Сингапуре и 12-го в Ирландии, а также достигла Топ-10 на Филиппинах. Она получила золотую сертификацию в Великобритании и платиновую в Новой Зеландии. Песня поднялась до 16-го места в Billboard Global 200. В США песня «Cruel Summer» вновь вошла в Billboard Hot 100 спустя три года, на третью неделю в чарте под номером 49 в дату на 3 июня 2023 года. В результате возрождения в 2023 году Republic Records выпустил «Cruel Summer» на американском радио 13 июня 2023 года в качестве пятого сингла из альбома Lover. Трек набрал 383,1 миллиона потоков и был продан в количестве 37 000 единиц в Соединённых Штатах. После выхода на радио США песня достигла высшей позиции на № 1 в Radio Songs (где стала 8-м чарттоппером Свифт). Свифт является единственной исполнительницей, чьи хиты занимали первые места в чарте Radio Songs в 2000-х, 2010-х и 2020-х годах, а также единственной исполнительницей, чьи синглы занимали первые места в чарте в каждом из любых трех десятилетий, начиная с 90-х годов. Также песня была на № 1 в Adult Top 40, № 29 в Dance/Mix Show, № 7 в Adult Contemporary и № 3 в Hot 100. В конце июля в радиочарте Pop Airplay (Mainstream Top 40) «Cruel Summer» поднялась на первое место, став там 12-м чарттоппером Свифт (11-м был неделю назад трек «Karma»), и установив рекорд в истории среди всех исполнителей (опередив Maroon 5, Кэти Перри и Рианну, у которых по 11 чарттопперов). Песня продержалась 10 недель на первом месте Pop Airplay (рекорд). Также песня стала 11-м чарттоппером в Adult Pop Airplay (рекорд для солистов) и пробыла на его вершине 23 недели (рекорд для солистов).
28 октября 2023 года «Cruel Summer» возглавила чарт цифровых продаж Digital Song Sales, где стала рекордным 27-м номером один для Свифт. 4 ноября сингл возглавил Streaming Songs, став его седьмым лидером в карьере Свифт
В чарте Hot 100 от 1 июля 2023 года песня поднялась с 39-го на 18-е место (одновременно в чарте ещё два трека, «Karma» на № 7 и «Anti-Hero» на № 12). Таким образом, песня «Cruel Summer» превзошла свой первоначальный показатель (№ 29 в 2019 году) и стала 69-м хитом Свифт в топ-20 в карьере, что является вторым показателем в истории чарта после 116 хитов Дрейка. Также песня «Cruel Summer» стала лучшим хитом Hot 100 по продажам, так как она достигла 10-го места по продажам песен в цифровом формате (3 000 проданных песен, рост 71 %) и стала рекордной 84-й песней Свифт в топ-10.
15 июля песня «Cruel Summer», поднявшись на 7-е место, стала 41-й песней Свифт в топ-10, увеличив рекорд среди женщин и занимая второе общее место после Дрейка (68) и опережая Мадонну (38) и Битлз (34). Позднее песня поднялась на третье место в Hot 100. После масштабной глобальной фанатской кампании, призывавшей американских Свифтис сделать песню первым номером один из эпохи Lover, «Cruel Summer» взлетела во всех доступных средствах потребления музыки: она собрала 77,8 млн эфиров радиослушателей (рост на 2 %), 18,6 млн стрим-потоков (рост на 35 %) и было продано 41 000 загрузок (рост на 1 482 %) за неделю отслеживания 13—19 октября по данным Luminate, и завоевала награды «Hot 100» Streaming Gainer awards и Sales Gainer awards за лучший потоковый прирост и прирост продаж, став 10-м лидером чарта Свифт (и 5-м за последние 4 года). Благодаря этому успеху Свифт стала третьим в истории исполнителем, получившим как минимум 10 песен № 1 в Hot 100 и 10 альбомов № 1 в Billboard 200, после The Beatles и Дрейка. 18 ноября 2023 года сингл сменил песню Свифт «Is It Over Now?» (ранее ставшим 11-м чарттоппером певицы) на первом месте в чарте Hot 100, лидируя там третью неделю, благодаря чему Свифт стала первой исполнительницей, которой удалось сменять себя на первом месте две недели подряд. 20 января 2024 года песня 12-ю неделю лидировала в Radio Songs (личный рекорд, ранее 6 недель там на первом месте в 2014—15 годах была песня «Blank Space»).
По состоянию на 20 февраля 2024 года песня «Cruel Summer» провела 30 недель в первой десятке Hot 100, обогнав «Anti-Hero» как самый долгоживущий сингл Свифт в Топ-10. Кроме того, к марту 2024 года песня провела 34 недели в первой десятке Hot 100, став первой песней сольной исполнительницы, которой удалось это сделать.
25 мая 2024 года песня «Cruel Summer» стала самым долгоиграющим хитом Свифт в Hot 100, так как продержалась в чарте 54 недели, обойдя 53-недельное пребывание «Anti-Hero». Также «Cruel Summer» пробыла 20 недель в топ-5 и 34 недели в топ-10. Кроме того, «Cruel Summer» стал самым продолжительным чарттоппером Свифт в общеформатном радиочарте Radio Songs, продержавшись там 12 недель — в два раза дольше, чем её второй по продолжительности сингл («Blank Space»). Она также дольше всех занимала первое место в чартах Adult Pop Airplay (23 недели — больше всего для женщин) и Pop Airplay (10 недель). Кроме того, она на неделю возглавила чарты Streaming Songs и Digital Song Sales.
В Австралии 23 февраля 2024 года сингл «Cruel Summer» поднялся с 4-го на первое место ARIA Charts (11-й чарттоппер Свифт, как у Мадонны, а больше только у Битлз-26 и Элвиса Пресли-14). Также Свифт сделала свой 7-й золотой чарт-дубль (оба, и альбом Midnights и сингл «Cruel Summer» находились на первых местах одновременно).
В июле 2023 года песня вошла в Топ-10 Billboard Global 200, где стала 15-м хитом Свифт, — рекорд среди женщин, и она делит второе место с Бэд Банни, уступая лишь Дрейку (28). 28 октября песня поднялась на второе место Billboard Global 200, а 4 ноября возглавила его.

## Концертные исполнения и использование

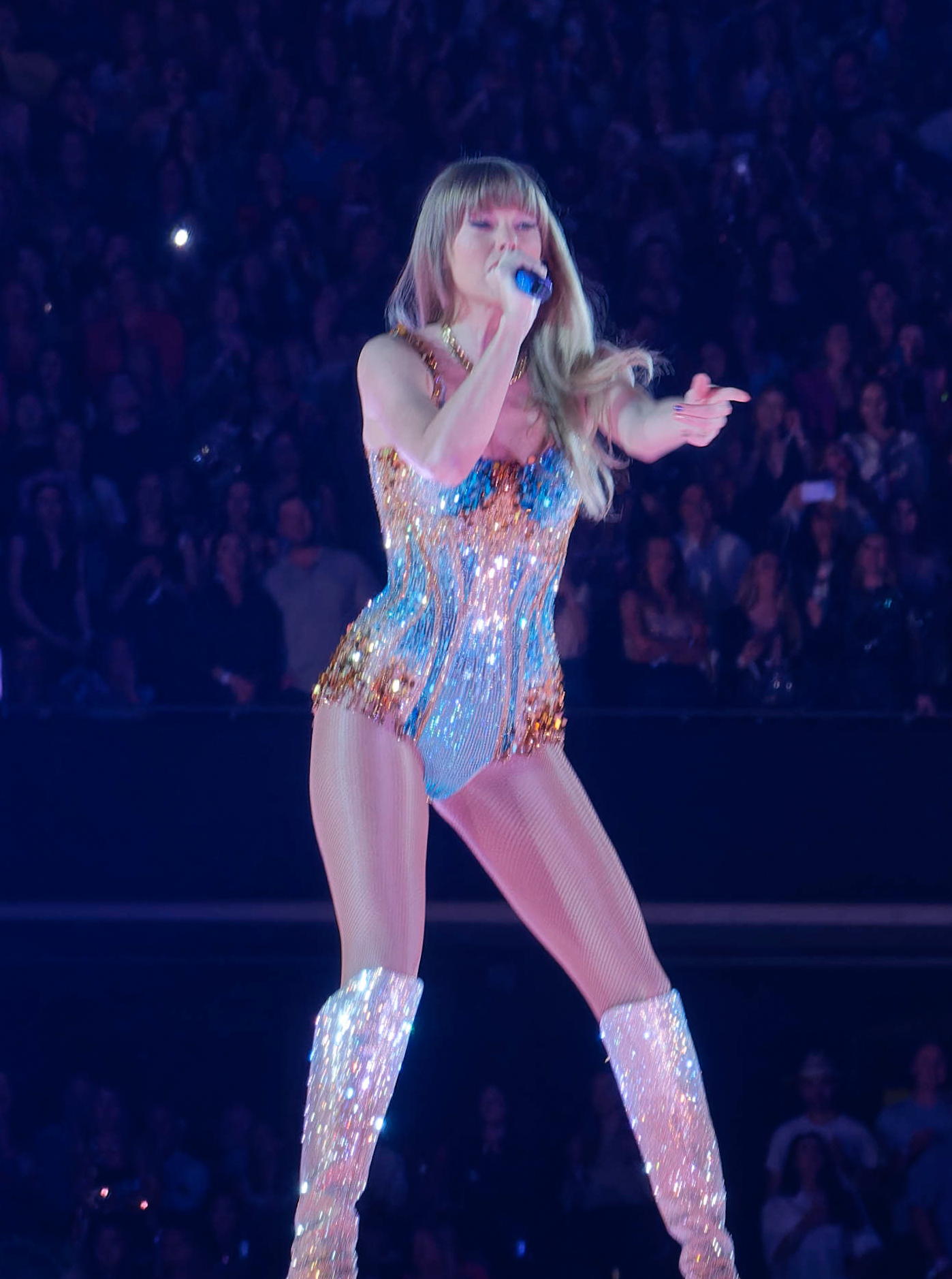
Свифт исполняет песню «Cruel Summer» во время тура «Eras Tour» в 2023 году

Со временем «Cruel Summer» стала одной из самых любимых песен у поклонников, вневременным фан-фаворитом (fan favorite over time). Свифт включила «Cruel Summer» в качестве второй песни в сет-лист тура The Eras Tour.
В песне звучит один из её лучших бриджей, музыкальных мостов. Мосты — переходные этапы в песне, позволяющие создать контраст или подчеркнуть изменения — стали краеугольным камнем музыки Свифт, причём настолько, что во время выступлений она часто объявляет первый мост за вечер. Для поклонников Свифт мосты являются свидетельством её мастерства как автора песен и важной частью её мифологии — фанаты отмечают её умение включать драматизм в музыкальное повествование. В рамках тура Eras Tour стало обычной практикой, когда зрители концертов кричат вместе со Свифт под мост песни «Cruel Summer».

### Использование в медиа
В апреле 2020 года американская певица Оливия Родриго разместила в своих социальных сетях фортепианный кавер на песню «Cruel Summer», на что Свифт обратила внимание и ответила положительно. В дальнейшем Родриго использовала эту песню в своём сингле 2021 года «Deja Vu», однако Родриго первоначально не указала авторство песни, пока не было замечено сходство между двумя песнями. По этой причине Свифт, Антонофф и Сент-Винсент были указаны как соавторы.
Песня «Cruel Summer» прозвучала в сериале Amazon Prime Video The Summer I Turned Pretty в июне 2022 года.
Это была одна из песен Свифт, использованная в ноябре 2023 года в эпизоде американского танцевального конкурса и телешоу Танцы со звездами, который стал трибьют-эпизодом в честь Свифт; американская телеведущая Ариана Мэдикс (Ariana Madix) и хореограф Паша Пашков исполнили танец румба под исполнение этой песни.
Австралийский певец G Flip в январе 2024 года сделал кавер на песню для программы Like a Version австралийского радио Triple J.
В январе 2024 года свою более душевную кавер-версию песни исполнил 31-летний певец Тедди Свимс в программе BBC Radio 1 Live Lounge.

## Список треков
- Цифровые загрузки и стриминг

1. «Cruel Summer» — 2:58

- Цифровые загрузки и стриминг — The Cruelest Summer

1. «Cruel Summer» (Live from The Eras Tour) — 3:48
2. «Cruel Summer» (LP Giobbi remix) — 3:12
3. «Cruel Summer» (LP Giobbi remix — Extended Version) — 4:13
4. «Cruel Summer» — 2:58

- Цифровые загрузки – Live from TS | The Eras Tour

1. "Cruel Summer" (Live from TS | The Eras Tour) – 3:48

- Цифровые загрузки – LP Giobbi remix

1. "Cruel Summer" (LP Giobbi remix) – 3:12

## Участники записи
По данным сервиса Tidal.
- Тейлор Свифт — вокал, автор, продюсер
- Джек Антонофф — продюсер, автор, программист, звукоинженер, ударные, клавишные, вокодер
- Энн Кларк — автор, гитара
- Michael Riddleberger — ударные
- John Hanes — микширование
- Сербан Генеа — микширование
- Laura Sisk — звукоинженер
- John Rooney — ассистент звукоинженера
- Jon Sher — ассистент звукоинженера

## Позиции в чартах
| Чарты (2019)                           | Высшая позиция |
| -------------------------------------- | -------------- |
| Австралия (ARIA)                       | 22             |
| Австралия (ARIA)                       | 22             |
| Канада (Canadian Hot 100)              | 28             |
| Чехия (Singles Digitál Top 100)        | 84             |
| Ирландия (IRMA)                        | 20             |
| Малайзия (RIM)                         | 13             |
| Новая Зеландия (Recorded Music NZ)     | 20             |
| Португалия (AFP)                       | 94             |
| Шотландия (OCC Scotland)               | 70             |
| Сингапур (RIAS)                        | 8              |
| Словакия (Singles Digitál Top 100)     | 100            |
| Швеция (Heatseeker, Sverigetopplistan) | 10             |
| Великобритания (OCC UK Singles)        | 27             |
| США (Billboard Hot 100)                | 29             |

| Чарт (2023—2024)                       | Высшая позиция |
| -------------------------------------- | -------------- |
| Австралия (ARIA)                       | 1              |
| Австрия (Ö3 Austria Top 40)            | 16             |
| Канада (Billboard Canadian Hot 100)    | 1              |
| Канада (Billboard AC)                  | 1              |
| Канада (Billboard CHR/Top 40)          | 1              |
| Канада (Billboard Hot AC)              | 1              |
| СНГ (TopHit)                           | 51             |
| Чехия (Rádio — Top 100)                | 4              |
| Чехия (Singles Digitál Top 100)        | 43             |
| Дания (Tracklisten)                    | 31             |
| Финляндия (Radiosoittolista Airplay)   | 14             |
| Германия (GfK)                         | 15             |
| Мир (Billboard Global 200) ·           | 1              |
| Греция (IFPI)                          | 11             |
| Индонезия (Billboard)                  | 5              |
| Ирландия (IRMA)                        | 4              |
| Япония (Hot Overseas, Billboard Japan) | 2              |
| Латвия (Airplay, LAIPA)                | 1              |
| Литва (AGATA)                          | 43             |
| Малайзия (Billboard)                   | 5              |
| Нидерланды (Dutch Top 40)              | 9              |
| Нидерланды (Global Top 40)             | 4              |
| Нидерланды (Tipparade)                 | 12             |
| Нидерланды (Single Top 100)            | 7              |
| Новая Зеландия (Recorded Music NZ)     | 3              |
| Норвегия (VG-lista)                    | 18             |
| Филиппины (Billboard)                  | 1              |
| Польша (Polish Airplay Top 100)        | 8              |
| Португалия (AFP)                       | 26             |
| Сингапур (RIAS)<                       | 1              |
| Словакия (Rádio — Top 100)             | 4              |
| Словакия (Singles Digitál Top 100)     | 38             |
| Швеция (Sverigetopplistan)             | 14             |
| Швейцария (Schweizer Hitparade)        | 9              |
| Великобритания (OCC UK Singles)        | 2              |
| США (Billboard Hot 100) ·              | 1              |
| США (Billboard Radio Songs)            | 1              |
| США (Billboard Adult Contemporary)     | 1              |
| США (Billboard Adult Pop Airplay)      | 1              |
| США (Billboard Dance/Mix Show Airplay) | 12             |
| США (Billboard Pop Airplay)            | 1              |

### Годовые итоговые чарты
| Чарт (2023)                         | Позиция |
| ----------------------------------- | ------- |
| Австралия (ARIA)                    | 8       |
| Австрия (Ö3 Austria Top 40)         | 51      |
| Канада (Canadian Hot 100)           | 13      |
| Мир (Global 200, Billboard)         | 27      |
| Нидерланды (Dutch Top 40)           | 47      |
| Новая Зеландия (Recorded Music NZ)  | 19      |
| Филиппины (Billboard)               | 8       |
| Швейцария (Schweizer Hitparade)     | 65      |
| Великобритания UK Singles (OCC)     | 11      |
| США (Billboard Hot 100)             | 18      |
| США (Adult Contemporary, Billboard) | 13      |
| США (Adult Top 40, Billboard)       | 14      |
| США (Mainstream Top 40, Billboard)  | 11      |

| Чарт (2024)                        | Позиция |
| ---------------------------------- | ------- |
| Австралия (ARIA)                   | 9       |
| Австрия (Ö3 Austria Top 40)        | 63      |
| Канада (Canadian Hot 100)          | 14      |
| Германия (GfK)                     | 52      |
| Мир (Global 200, Billboard)        | 4       |
| Новая Зеландия (Recorded Music NZ) | 16      |
| Швеция (Sverigetopplistan)         | 73      |
| Швейцария (Schweizer Hitparade)    | 35      |
| Великобритания UK Singles (OCC)    | 11      |
| США Billboard Hot 100              | 12      |
| США Adult Contemporary (Billboard) | 2       |
| США Adult Pop Airplay (Billboard)  | 3       |
| США Pop Airplay (Billboard)        | 10      |

## Сертификации
| Регион | Сертификация  | Продажи       |
| --- | ------------- | ------------- |
| Австралия (ARIA) | 9× Платиновый | 630 000       |
| Австрия (IFPI Austria) | Платиновый    | 30 000        |
| Бразилия (ABPD) | 2× Платиновый | 80 000        |
| Дания (IFPI Danmark) | Платиновый    | 90 000        |
| Франция (SNEP) | Платиновый    | 200 000       |
| Германия (BVMI) | Золотой       | 300 000       |
| Италия (FIMI) | Платиновый    | 100 000       |
| Новая Зеландия (RMNZ) | 6× Платиновый | 180 000       |
| Польша (ZPAV) | 2× Платиновый | 100 000       |
| Португалия (AFP) | 4× Платиновый | 40 000        |
| Испания (PROMUSICAE) | 2× Платиновый | 120 000       |
| Швейцария (IFPI Switzerland) | 3× Платиновый | 60 000        |
| Великобритания (BPI) | 4× Платиновый | 2 400 000     |
| Стриминг |               |               |
| Греция (IFPI Greece) | 2× Платиновый | 4 000 000     |
| Япония (RIAJ) | Золотой       | 50 000 000    |
| Швеция (GLF) | Платиновый    | 12 000 000    |
| Мир (IFPI) | —             | 1,390,000,000 |
| Данные о продажах + прослушиваниях приведены только на основе сертификации. · Данные только о прослушиваниях приведены на основе сертификации. |               |               |

## История релиза
| Регион | Дата             | Формат                       | Версия               | Лейбл    | Ссылка  |
| ------ | ---------------- | ---------------------------- | -------------------- | -------- | ------- |
| США    | 13 июня 2023     | Contemporary hit radio       | Original             | Republic | [ 196 ] |
| США    | 26 июня 2023     | Hot adult contemporary radio | Original             | Republic | [ 197 ] |
| Италия | 15 сентября 2023 | Радиоротация                 | Original             | Island   | [ 198 ] |
| Мир    | 18 октября 2023  | Цифровая загрузка Стриминг   | Live LP Giobbi remix | Republic | [ 34 ]  |

### Комментарии
1. ↑  Песня стала 8-м чарттоппером Свифт в хит-параде Radio Songs: «Cruel Summer» (одна неделя на № 1, 2023);
«Anti-Hero» (5, 2022-23)
«Wildest Dreams» (2, 2015);
«Bad Blood» (5, 2015);
«Blank Space» (6, 2014-15);
«Shake It Off» (4, 2014);
«I Knew You Were Trouble» (4, 2013);
«You Belong With Me» (2, 2009). Рианна лидирует с 13 номерами чарттопперами Radio Songs, за ней следуют Мэрайя Кэри (11) и Бруно Марс (9)[77].
2. ↑  Песня стала 12-м рекордным чарттоппером Свифт в хит-параде Pop Airplay (Mainstream Top 40): «Cruel Summer» (одна неделя на № 1, 2023);
«Karma» (1, 2023);
«Anti-Hero» (3, 2022-23)
«Delicate» (1, 2018);
«Look What You Made Me Do» (1, 2017);
«Wildest Dreams» (2, 2015);
«Bad Blood» (5, 2015);
«Style» (3, 2015);
«Blank Space» (6, 2014-15);
«Shake It Off» (2, 2014);
«I Knew You Were Trouble» (7, 2013);
«Love Story» (1, 2009)[84]
3. ↑  Песня «Cruel Summer» стала 7-м чарттоппером Свифт в потоковом хит-параде Streaming Songs после “Anti-Hero” (2 недели № 1 в 2022); “All Too Well (Taylor’s Version)” (1, 2021); “Cardigan” (1, 2020); “Look What You Made Me Do” (2, 2017); “Blank Space” (7, 2014-15); и “Shake It Off” (2, 2014-15). Сфифт вышла из «ничьей» с Джастином Бибером, заняв второе место по количеству потоковых песен № 1, и уступает только Дрейку, лидирующему с 20 песнями № 1[88].
4. ↑  Песня стала 10-м чарттоппером Свифт в хит-параде Billboard Hot 100: «Cruel Summer» (одна неделя на № 1, 2023);
«Anti-Hero» (8, 2022-23)
«All Too Well (Taylor’s Version)» (1, 2021);
«Willow» (1, 202);
«Cardigan» (1, 2020);
«Look What You Made Me Do» (3, 2017);
«Bad Blood» (1, 2015);
«Blank Space» (7, 2014-15);
«Shake It Off» (4, 2014);
«We Are Never Ever Getting Back Together» (3, 2012)[53]
5. ↑  Вернув себе первое место с помощью «Cruel Summer», Свифт стала вторым в истории чарта исполнителем, которому удалось стать лидером с одной песней, затем занять первое место с другой композицией и сразу же вернуться на вершину с первым синглом-лидером. В 2021 году группа BTS лидировала семь недель с песней «Butter», затем прервала её лидерство, дебютировав на первом месте с песней «Permission to Dance», а на следующей неделе вернулась на вершину с «Butter» (доведя свое лидерство до 10 недель подряд)[92].